# Flash de La Courneuve 2022
Questa voce raccoglie le informazioni riguardanti i Flash de La Courneuve nelle competizioni ufficiali della stagione 2022.

## Division Élite 2022

### Stagione regolare
| 12 febbraio 2022, ore 19:00 1ª giornata | Flash de La Courneuve | 35 – 0 (0-0 14-0 7-0 14-0) referto referto 2 | Black Panthers de Thonon |  |

| 19 febbraio 2022, ore 20:00 2ª giornata | Molosses d'Asnières | 6 – 40 (0-21 0-7 0-0 6-12) referto referto 2 | Flash de La Courneuve |  |

| 5 marzo 2022, ore 19:00 3ª giornata | Spartiates d'Amiens | 0 – 63 referto referto 2 | Flash de La Courneuve |  |

| 19 marzo 2022, ore 19:00 4ª giornata | Flash de La Courneuve | 44 – 20 (16-0 7-14 21-0 0-6) referto referto 2 | Cougars de Saint-Ouen-l'Aumône |  |

| 27 marzo 2022, ore 14:00 5ª giornata | Vikings de Villeneuve-d'Ascq | 16 – 45 (9-6 0-14 7-6 0-19) referto referto 2 | Flash de La Courneuve |  |

| 9 aprile 2022, ore 19:00 6ª giornata | Flash de La Courneuve | 49 – 7 (14-0 14-0 0-0 21-7) referto referto 2 | Molosses d'Asnières |  |

| 16 aprile 2022, ore 19:00 Anticipo 7ª giornata | Flash de La Courneuve | 86 – 0 (30-0 35-0 14-0 7-0) referto referto 2 | Vikings de Villeneuve-d'Ascq |  |

| 8 maggio 2022, ore 14:00 8ª giornata | Cougars de Saint-Ouen-l'Aumône | 21 – 41 (0-14 14-14 0-6 7-7) referto referto 2 | Flash de La Courneuve |  |

| 21 maggio 2022, ore 19:00 9ª giornata | Flash de La Courneuve | 23 – 0 (13-0 0-0 3-0 7-0) referto referto 2 | Spartiates d'Amiens |  |

| 11 giugno 2022, ore 19:00 Recupero 10ª giornata | Black Panthers de Thonon | 38 – 21 (7-0 14-7 14-14 3-0) referto referto 2 | Flash de La Courneuve |  |

### Playoff
| 25 giugno 2022, ore 19:00 | Flash de La Courneuve | 34 – 2 (7-0 13-0 14-0 0-2) referto referto 2 | Cougars de Saint-Ouen-l'Aumône |  |

| Thonon-les-Bains 9 luglio 2022, ore 18:00 Casque de Diamant | Flash de La Courneuve | 16 – 10 | Black Panthers de Thonon | Stadio Joseph Moynat (3000 spett.) |

## Statistiche di squadra
| Competizione      | %Vittorie | In casa | In casa | In casa | In casa | In casa | In casa | In trasferta | In trasferta | In trasferta | In trasferta | In trasferta | In trasferta | Totale | Totale | Totale | Totale | Totale | Totale |
| Competizione      | %Vittorie | G       | V       | N       | P       | Pf      | Ps      | G            | V            | N            | P            | Pf           | Ps           | G      | V      | N      | P      | Pf     | Ps     |
| ----------------- | --------- | ------- | ------- | ------- | ------- | ------- | ------- | ------------ | ------------ | ------------ | ------------ | ------------ | ------------ | ------ | ------ | ------ | ------ | ------ | ------ |
| Stagione regolare | .900      | 5       | 5       | 0       | 0       | 237     | 27      | 5            | 4            | 0            | 1            | 210          | 81           | 10     | 9      | 0      | 1      | 447    | 108    |
| Playoff           | 1.000     | 2       | 2       | 0       | 0       | 50      | 12      | 0            | 0            | 0            | 0            | 0            | 0            | 2      | 2      | 0      | 0      | 50     | 12     |
| Totale            | .917      | 7       | 7       | 0       | 0       | 287     | 39      | 5            | 4            | 0            | 1            | 210          | 81           | 12     | 11     | 0      | 1      | 497    | 120    |

## Statistiche personali

### Passer rating
Mancano le statistiche della finale.
La classifica tiene in considerazione soltanto i quarterback con almeno 10 lanci effettuati.
| Giocatore  | G   | Att    | Comp  | Int | Yds      | TD   | NFL    | NCAA   |
| ---------- | --- | ------ | ----- | --- | -------- | ---- | ------ | ------ |
| Miller     | 8+1 | 140+15 | 79+10 | 2+0 | 1422+289 | 18+4 | 130,13 | 194,40 |
| Bortolotto | 3   | 20     | 10    | 2   | 169      | 3    | 78,96  | 150,48 |
| Cremades   | 8+1 | 82+5   | 50+0  | 0+0 | 636+0    | 8+0  | 111,09 | 149,22 |
| Josmar     | 2   | 13     | 6     | 0   | 46       | 1    | 80,93  | 101,26 |